# Daft Punk Is Playing at My House
„Daft Punk Is Playing at My House“ je píseň amerického projektu LCD Soundsystem. Jejím autorem je vůdce projektu James Murphy, který rovněž nahrál veškeré nástroje. Vydána byla v lednu roku 2005 na prvním albu projektu nazvaném LCD Soundsystem. V únoru toho roku rovněž vyšla jako singl. Ten se umístil na 29. příčce hitparády UK Singles Chart. K písni byl rovněž natočen videoklip, jehož režisérem byl Chris Cairns. Píseň byla nominována na cenu Grammy. Roku 2013 byla použita ve filmu Drsňačky.